# Wara (langue)
Pour les articles homonymes, voir Wara.
Le wara (ou ouala, ouara, samoe, samwé) est une langue gur parlée à l'ouest du Burkina Faso, dans la région des Cascades et la province de la Léraba, autour de la ville de Sindou, principalement dans le village de Negueni. Elle est proche du paleni.
Avec un nombre de locuteurs estimé à 4 500 en 1993, c'est une langue en danger (statut 6b).